# Azienda Ospedaliera Universitaria "Luigi Vanvitelli"
L'Azienda Ospedaliera Universitaria "Luigi Vanvitelli" (precedentemente Primo policlinico di Napoli, noto anche come Vecchio policlinico) è un policlinico localizzato nel centro storico di Napoli con ingressi dalla piazza Luigi Miraglia e da via Santa Maria di Costantinopoli. È l'azienda ospedaliera universitaria facente parte dell'Università degli Studi della Campania Luigi Vanvitelli.

## Storia
Fu costruito a partire dal 1899 e concluso nel 1907 secondo i progetti degli ingegneri della Società per il risanamento Pierpaolo Quaglia e Guglielmo Melisurgo in un'ampia area del centro storico occupata da ben due monasteri: quello della Sapienza e quello della Croce di Lucca. L'abbattimento di queste strutture provocò allora la forte e sdegnata opposizione di molte figure importanti della cultura napoletana, tra cui Benedetto Croce, il quale si scagliò con fermezza contro la distruzione del grande patrimonio storico costituito dalle strutture monastiche, in particolare nel 1903 si appellò al sindaco Luigi Miraglia dalle colonne della rivista Napoli nobilissima. I lavori comportarono la distruzione dei conventi (nonché due importanti palazzi nobiliari situati in vico Sole: palazzo d'Aponte, che dal 1596 ricadeva nelle proprietà del monastero annesso alla Chiesa di Santa Maria della Sapienza e palazzo De Curtis) che furono rasi al suolo. Rimase soltanto la Chiesa della Croce di Lucca (benché mutilata dell'abside), salvata grazie all'impegno di Croce. Anche la Chiesa di Santa Maria doveva essere distrutta lasciando solo l'ingresso monumentale e anche per questa struttura alla fine fu decisa la conservazione. I progetti, che subirono moltissime modifiche nel tempo, hanno portato in conclusione all'erezione di sei edifici, raggruppati in tre isolati separati tra di loro. Fu sede della prima facoltà universitaria di Medicina e chirurgia dell'allora Università degli Studi di Napoli, poi divenuta Università degli Studi di Napoli Federico II che aveva altresì una seconda sede in località Cappella Cangiani.
In seguito al terremoto in Irpinia del 1980 che interessò anche la città di Napoli, i due edifici meridionali, a ridosso della chiesa della Croce di Lucca, furono demoliti per ragioni di sicurezza, in quanto risultarono molto danneggiati e del tutto irrecuperabili. Nel 1992, con l'istituzione della Seconda università degli studi di Napoli, divenne sede della facoltà di Medicina e Chirurgia di tale ultimo ateneo. All'inizio degli anni 2000 l'intera struttura era destinata ad essere abbattuta per essere sostituita da un grande parco archeologico, dal momento che al di sotto di essa sono conservate tracce dell'antica Neapolis, in particolare dell'acropoli, ma successivamente il progetto venne abbandonato.

## Le strutture ospitate
Attualmente presso tale policlinico e strutture limitrofe hanno sede due dei quattro corsi di laurea magistrale a ciclo unico in Medicina e Chirurgia dell'Università Vanvitelli, di cui uno erogato in lingua inglese, il corso di laurea magistrale a ciclo unico in Odontoiatria e protesi dentaria, di laurea e laurea magistrale relativi alle professioni sanitarie in Italia attivi presso l'ateneo, alcuni dipartimenti universitari di area medica e uffici dell'amministrazione centrale.

## Trasporti
Il Primo Policlinico è servito principalmente dalle stazioni Museo e Dante (linea 1) e Cavour (linea 2) della metropolitana di Napoli. È servita inoltre dagli svincoli Zona Ospedaliera, Arenella e Capodimonte della tangenziale di Napoli.
Tali collegamenti permettono gli spostamenti tra le strutture dell'AOU Luigi Vanvitelli, dell'AOU Federico II e degli ospedali della zona Ospedaliera (Monaldi, Cotugno, Pascale e Cardarelli)